# Will Ferrell
John William „Will” Ferrell (ur. 16 lipca 1967 w Irvine) – amerykański aktor, komik, scenarzysta i producent filmowy.
Należy do tak zwanej „Frat Pack”, generacji hollywoodzkich komików, którzy zaistnieli w latach 90. i 2000., a wśród nich są: Jack Black, Ben Stiller, Steve Carell, Vince Vaughn oraz bracia Owen i Luke Wilson. Swym wyglądem bardzo przypomina perkusistę zespołu Red Hot Chili Peppers – Chada Smitha.

## Życiorys

### Wczesne lata
Urodził się w Irvine w Kalifornii jako syn Betty Kay (z domu Overman; ur. 1940), nauczycielki szkoły podstawowej Old Mill School i Santa Ana College, i Roya Lee Ferrella Jr. (ur. 1941), muzyka The Righteous Brothers. Jego rodzice pochodzili z Roanoke Rapids i w roku 1964 przeprowadzili się do Kalifornii. Wychowywał się z młodszym bratem Patrickiem (ur. 17 maja 1970).
Uczęszczał do Turtle Rock Elementary i Rancho San Joaquin Middle School. W 1986 uczył się w University High School w Irvine, gdzie jako placekicker grał w drużynie futbolu amerykańskiego. Studiował na Uniwersytecie Południowej Kalifornii.

### Kariera
Swój pierwszy kontakt ze sceną miał w Los Angeles. Był wówczas członkiem komediowo/improwizacyjnej grupy The Groundlings. W 1995 roku wraz ze swoim przyjacielem Chrisem Kattanem również dołączył do Saturday Night Live (Sobotnia noc na żywo), programie rozrywkowym amerykańskiej sieci telewizyjnej NBC z Philem Hartmanem. Jego występy cieszyły się popularnością.
Wystąpił po raz pierwszy w roli filmowej jako Anchorman w filmie kryminalnym Dzikie serca (Criminal Hearts, 1995) z Kevinem Dillonem, Amy Locane i Morgan Fairchild. Jednak jego żywiołem stały się komedie: Austin Powers: Agent specjalnej troski (1997), Odlotowy duet (1998), Supergwiazda (1999), Austin Powers: Szpieg, który nie umiera nigdy (1999) czy Trafiona-zatopiona (2000). W komedii Bena Stillera Zoolander (2001) zagrał protagonistę – potentata mody Jacobima Mugatu. W komediodramacie Marca Forstera Przypadek Harolda Cricka (2006) zagrał tytułową postać poborcy podatkowego. W sportowej komedii sensacyjnej Ricky Bobby – Demon prędkości (2006) wystąpił jako kierowca wyścigowy NASCAR. Był łyżwiarzem figurowym Chazzem Michaelem Michaelsem w komedii Ostrza chwały (2007).
W 1995 roku poznał Vivecę Paulin, z którą ożenił się 12 sierpnia 2000 roku. Mają trzech synów: Magnusa (ur. 2004), Mattiasa, (ur. 2006) i Axela (ur. 2010).